# Amplexus (platenlabel)
Amplexus was een Italiaans platenlabel, dat gespecialiseerd was in het uitbrengen van mini-cd's, in limited editions, van ambient-musici als Steve Roach, Dirk Serries, Robert Rich en Michael Stearns. Het label was actief tot 2003.